# Château de Tronçay
Le château de Tronçay  est situé sur la commune de Chevagnes en France.

## Localisation
Le château est situé sur la commune de Chevagnes dans le département de l'Allier, dans la région Auvergne-Rhône-Alpes.

## Description
Le château est une motte castrale avec basse-cour, complété au XIVe siècle par une maison forte à laquelle on accède par un pont-levis.  Au début de la guerre de Cent Ans, la fortification est associée à une importante activité métallurgique,,,.

## Historique
La région étant giboyeuse, les sires puis les ducs de Bourbon en ont fait des lieux de chasse privilégiés et y ont fait édifier plusieurs résidences. Parmi celles-ci figure le château de Tronçay, disparu aujourd'hui, qualifié par le roi François Ier de « maison royale » au milieu du XVIe siècle. Conséquence de son passage, Chevagnes fut un temps rebaptisée Chevagnes-le-Roi.